# 菲利鎮區 (明尼蘇達州艾塔斯卡縣)
菲利鎮區（英語：Feeley Township）是位於美國明尼蘇達州艾塔斯卡縣的一個行政鎮區。

## 地方資料
菲利鎮區的面積為84.59平方千米，當中陸地面積為81.64平方千米，而水域面積為2.95平方千米。根據2020年美國人口普查的數據，當地共有人口307人，而人口密度為每平方千米3.63人。